# Pavel Plesuv
Pavel Plesuv (* 21. August 1988) ist ein professioneller moldauischer Pokerspieler. Er gewann 2018 das Main Event der World Poker Tour und 2023 ein Bracelet beim Millionaire Maker der World Series of Poker.

## Pokerkarriere
Plesuv spielte von November 2008 bis Mai 2019 online unter den Nicknames silentm0de (PokerStars), 3p3nipa (Full Tilt Poker), nipa3p3 (partypoker) und F3rari_EnzO (PokerStars.FR). Dabei erspielte er sich mit Turnierpoker mehr als 4,5 Millionen US-Dollar. Im September 2015 gewann Plesuv auf PokerStars ein Turnier der World Championship of Online Poker und sicherte sich eine Siegprämie von mehr als 500.000 US-Dollar.
Seine erste Geldplatzierung bei einem Live-Turnier erzielte Plesuv im Oktober 2010 in Prag. Anfang Dezember 2015 erreichte er beim Main Event der World Poker Tour (WPT) in Prag den Finaltisch und beendete das Turnier auf dem mit 120.000 Euro dotierten zweiten Platz. Im März 2016 wurde er bei einem Side-Event der European Poker Tour (EPT) in Monte-Carlo ebenfalls Zweiter und erhielt knapp 120.000 Euro. Im August 2016 belegte Plesuv bei der EPT in Barcelona zunächst den fünften Platz bei einem Side-Event für rund 135.000 Euro und wurde anschließend im Main Event Achter, was mit über 165.000 Euro prämiert wurde. Im Juni 2017 war er erstmals bei der World Series of Poker (WSOP) im Rio All-Suite Hotel and Casino am Las Vegas Strip erfolgreich und kam bei zwei Turnieren der Variante No Limit Hold’em in die Geldränge. Ende August 2017 gewann Plesuv ein Turnier der PokerStars Championship in Barcelona und sicherte sich eine Siegprämie von mehr als 400.000 Euro. Mitte Februar 2018 belegte er beim Main Event der partypoker Millions Germany in Rozvadov den zweiten Platz und erhielt aufgrund eines Deals mit Viktor Blom ein Preisgeld von 750.000 Euro. Ende Juni 2018 setzte sich Plesuv bei einem Event der DeepStack Championship Poker Series im Venetian Resort Hotel am Las Vegas Strip durch und erhielt den Hauptpreis von rund 640.000 US-Dollar. Gut zwei Wochen später belegte er im Hotel Bellagio den zweiten Platz beim Bellagio Cup, was ihm nach einem Deal mit Thomas Mühlöcker über 340.000 US-Dollar einbrachte. Ende November 2018 gewann Plesuv das WPT-Main-Event in Hollywood, Florida, und sicherte sich eine Siegprämie von mehr als 500.000 US-Dollar. Bei der WSOP 2022, die erstmals im Bally’s Las Vegas und Paris Las Vegas ausgespielt wurde, wurde er bei der No Limit Hold’em 6-Handed Championship Zweiter und erhielt über 500.000 US-Dollar. Bei der WSOP 2023 entschied Plesuv das Millionaire Maker für sich. Er setzte sich gegen über 10.000 andere Spieler durch und sicherte sich als erster moldauischer Spieler ein Bracelet sowie mit der Siegprämie von mehr als 1,2 Millionen US-Dollar das bislang höchste Preisgeld seiner Karriere.
Insgesamt hat sich Plesuv mit Poker bei Live-Turnieren mehr als 7,5 Millionen US-Dollar erspielt und ist damit der erfolgreichste moldauische Pokerspieler.